# SAD ATR 100
De ATR 100 ook wel GelenkTriebWagen genoemd is een dieselelektrische treinstel met lagevloerdeel voor het regionaal personenvervoer van de Societá Automobilistica Dolomiti (SAD).

## Geschiedenis
Het treinstel werd ontworpen en gebouwd door Stadler Rail in Bussnang. Op 5 mei 2005 werd de treindienst begonnen met acht treinstellen. Eveneens werd in 2005 een optie van vier treinstellen ingelost.

### Ongeval

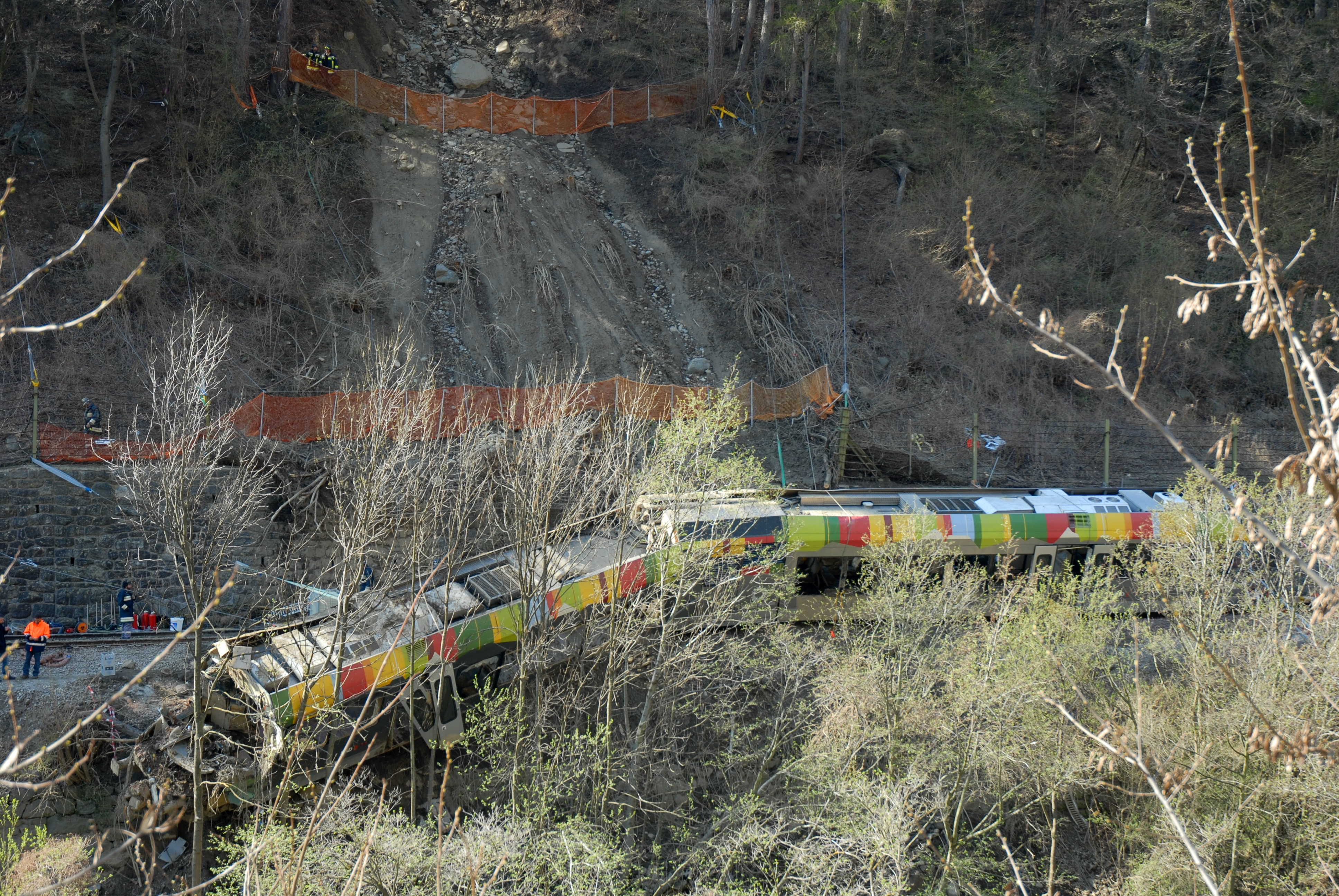
ATR 100-007 op 12 april 2010 tussen Latsch en Kastelbell

Bij treinstel ATR 100 007 als trein R 108 op 12 april 2010 tussen Latsch en Kastelbell richting Merano vond om 9:02 uur een treinramp plaats waarbij 28 gewonden vielen en 9 mensen om het leven kwamen. Het ongeluk was het gevolg van een aardverschuiving, aldus reddingswerkers. Er werden tijdens het ongeluk enkele bomen geraakt door een aardverschuiving. Deze bomen wisten ook te voorkomen dat de trein in de rivier onder het spoor terechtkwam.
Op 2 juni 2010 werd de treindienst weer opgenomen. Het treinstel is terzijde gesteld.

### Brand
Op 26 april 2013 brandde de motor-module van treinstel ATR 100 005 bij het station Eyers uit.

## Constructie en techniek
Het treinstel is opgebouwd uit een aluminium frame met een frontdeel van GVK. Dit treinstel wordt aangedrijven door twee MAN dieselmotoren die iedere een dynamo met een elektromotor aandrijft. Iedere dieselmotor drijft een dynamo met een elektromotor aan. Deze treinstellen kunnen tot drie stuks gecombineerd rijden. De treinstellen zijn uitgerust met luchtvering.

## Treindiensten
De treinen worden door de SAD Nahverkehr AG (SAD) ingezet op de traject:
- Meran - Mals